# Triasztész
A triasztész (görög betűkkel τριαστης) ókori görög sportolók kitüntető címe, azoknak adományozták, akik legalább három különböző versenyszámban értek el győzelmet. Abban különbözik a paradoxonikésztől, hogy ezeknek nem kellett egy napon lenni, a periodonikésztől pedig abban, hogy ezt a három győzelmet nem kellett sorozatban produkálni. Ennek ellenére a legtöbb háromszorozás egyetlen versenyjáték folyamán született a pánhellén játékok valamelyikén, és kizárólag futószámokban. Az ókor folyamán összesen hét versenyző szerezte meg a triasztész címet, az utolsó háromszoros győztes két különböző játékon szerezte három első helyét.
Mind közül kiemelkedik a rodoszi Leónidasz, aki egyedülálló már azzal is, hogy nem egy alkalommal lett triasztész, de nem elégedett meg a duplázással, tizenkétszeres győztes négy olümpiai játékokon, vagyis 12 éven át nem talált legyőzőre a fő futószámokban.
| név         | származás | versenyszámok                                      | görögül                            | idő                                        |
| ----------- | --------- | -------------------------------------------------- | ---------------------------------- | ------------------------------------------ |
| Phanasz     | Pelléné   | stadionfutás, kettős stadionfutás, fegyveres futás | sztadion, diaulosz, hoplitodromosz | i. e. 512                                  |
| Asztülosz   | Krotón    | stadionfutás, kettős stadionfutás, fegyveres futás | sztadion, diaulosz, hoplitodromosz | i. e. 480                                  |
| Nikoklész   | Akrión    | stadionfutás, kettős stadionfutás, fegyveres futás | sztadion, diaulosz, hoplitodromosz | i. e. 100                                  |
| Leónidasz   | Rodosz    | stadionfutás, kettős stadionfutás, fegyveres futás | sztadion, diaulosz, hoplitodromosz | i. e. 164, i. e. 160, i. e. 156, i. e. 152 |
| Hekatomnosz | Milétosz  | stadionfutás, kettős stadionfutás, fegyveres futás | sztadion, diaulosz, hoplitodromosz | i. e. 72                                   |
| Politész    | Keramosz  | stadionfutás, kettős stadionfutás, hosszútávfutás  | sztadion, diaulosz, dolikhosz      | 69                                         |
| Hermogenész | Xanthosz  | stadionfutás, kettős stadionfutás, fegyveres futás | sztadion, diaulosz, hoplitodromosz | 81, 89                                     |

Az újkori olimpiákon már nem tartják számon a triasztészeket. Az újkori atléták között sincsenek azonban túl sokan a triasztészek és figyelembe kell venni, hogy sokkal több versenyszám van:
| név                      | győzelmek száma | versenyszámok                       | idő                    |
| ------------------------ | --------------- | ----------------------------------- | ---------------------- |
| Alvin Kraenzlein         | 4               | 60 m, 110 és 200 gát, távolugrás    | 1900                   |
| Archie Hahn              | 3               | 60; 100; 200 m                      | 1904                   |
| Harry Hillman            | 3               | 200; 400 m, 400 gát                 | 1904                   |
| James Lightbody          | 3               | 800; 1500 m, 2500 akadály           | 1904                   |
| Mel Sheppard             | 4               | 800; 1500 m, 4×400 váltó            | 1908                   |
| Paavo Nurmi              | 9               | 1000; 1500; 3000; 5000 m síkfutás   | 1920, 1924, 1928       |
| Jesse Owens              | 4               | 100; 200 m, 4×100 váltó, távolugrás | 1936                   |
| Fanny Blankers-Koen      | 4               | 100; 200 m, 80 gát, 4×100 váltó     | 1948                   |
| Harrison Dillard         | 4               | 100 m, 4×100 váltó, 110 gát         | 1948, 1952             |
| Emil Zátopek             | 4               | 5000; 10 000 m, maraton             | 1948, 1952             |
| Bobby Morrow             | 3               | 100; 200 m, 4×100 váltó             | 1956                   |
| Betty Cuthbert           | 4               | 100; 200; 400 m, 4×100 váltó        | 1956, 1964             |
| Wilma Rudolph            | 3               | 100; 200 m, 4×100 váltó             | 1960                   |
| Irena Szewińska          | 3               | 4×100 váltó, 200; 400 m             | 1964, 1968, 1976       |
| Renate Stecher           | 3               | 100; 200 m, 4×100 váltó             | 1972, 1976             |
| Valerie Brisco-Hooks     | 3               | 200; 400 m, 4×100 váltó             | 1984                   |
| Carl Lewis               | 9               | 100; 200 m, távolugrás, 4×100 váltó | 1984, 1988, 1992, 1996 |
| Florence Griffith Joyner | 3               | 100; 200 m, 4×100 váltó             | 1988                   |
| Michael Johnson          | 4               | 4×400 váltó, 200; 400 m             | 1992, 1996, 2000       |
| Usain Bolt               | 3               | 100; 200 m, 4×100 váltó             | 2008, 2012, 2016       |